# Saubara
Saubara é um município brasileiro do estado da Bahia.

## Cultura

### Manifestações Culturais

#### Marujada
Grupos formados só por homens ou só por mulheres, a marujada é a encenação de histórias das navegações européias, com relatos e dramas vividos por marinheiros na época das expansões coloniais.
Em Saubara existem atualmente três grupos de Marujada, a Chegança dos Marujos Fragata Brasileira, Chegança de Mouros Barca Nova e Chegança Feminina de Mouros Barca Nova, que recitam e cantam fragmentos e textos das histórias de navegação, turca, portuguesa e brasileira, e encenam e dançam caracterizados de marinheiros, relatos das expedições e conflitos no mar. Os grupos costumam se apresentar em festejos religiosos da cidade e encontros de cheganças nacionais.

#### Caretas do Mingau

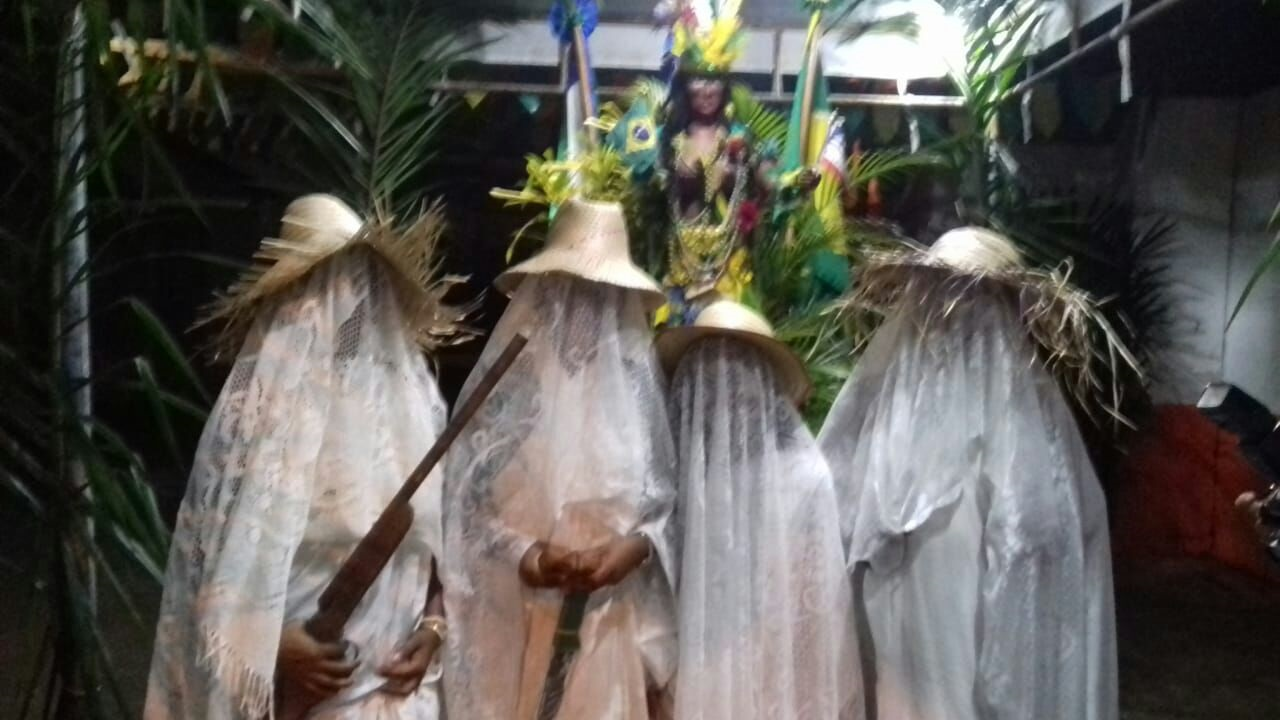
Caretas do Mingau em desfile 2 de Julho

Formado por mulheres, o grupo folclórico "Caretas do Mingau" da cidade de Saubara, teve um importante papel na época em que os portugueses desejavam fazer da Bahia mais uma colônia de Portugal, em meados de 1820. O objetivo do grupo durante a tentativa de ocupação do ainda vilarejo era despistar o inimigo e conseguir levar armas e alimento aos seus maridos e filhos que tentavam defender Saubara das investidas dos portugueses. Com panelas de mingau na cabeça, corpo e rostos cobertos de mantos brancos e dando gritos perturbadores, as mulheres saubarenses saiam pelas ruas a noite assombrando os lusitanos e conseguiam chegar até seus soldados para alimentá-los com mingau e entregar as armas e remédios.
Nos dias atuais os descendentes dessas mulheres mantém essa tradição e costumam se apresentar no desfile de 2 julho, em homenagem a força daquelas mulheres, que como Maria Filipa e Joana Angélica lutaram pela independência da Bahia.

#### Terno da Bailarina
Anunciando o nascimento de Jesus e fazendo referência a história bíblica dos três reis magos, Gaspar, Melchior e Baltazar, que levaram ouro, mirra e incenso de presente ao menino Jesus, em Belém, o cortejo do Terno da Bailarina de Saubara sai pelas ruas da cidade em 6 de janeiro festejando e
entoando louvores com alegorias folclóricas, com figurinos coloridos e muitos acessórios encenando essa passagem bíblica. O Terno da Bailarina é composto por homens e mulheres e já tem mais de 100 anos de história, mantendo viva a tradição e a fé do povo, no típico Dia de Reis.

## Imagens

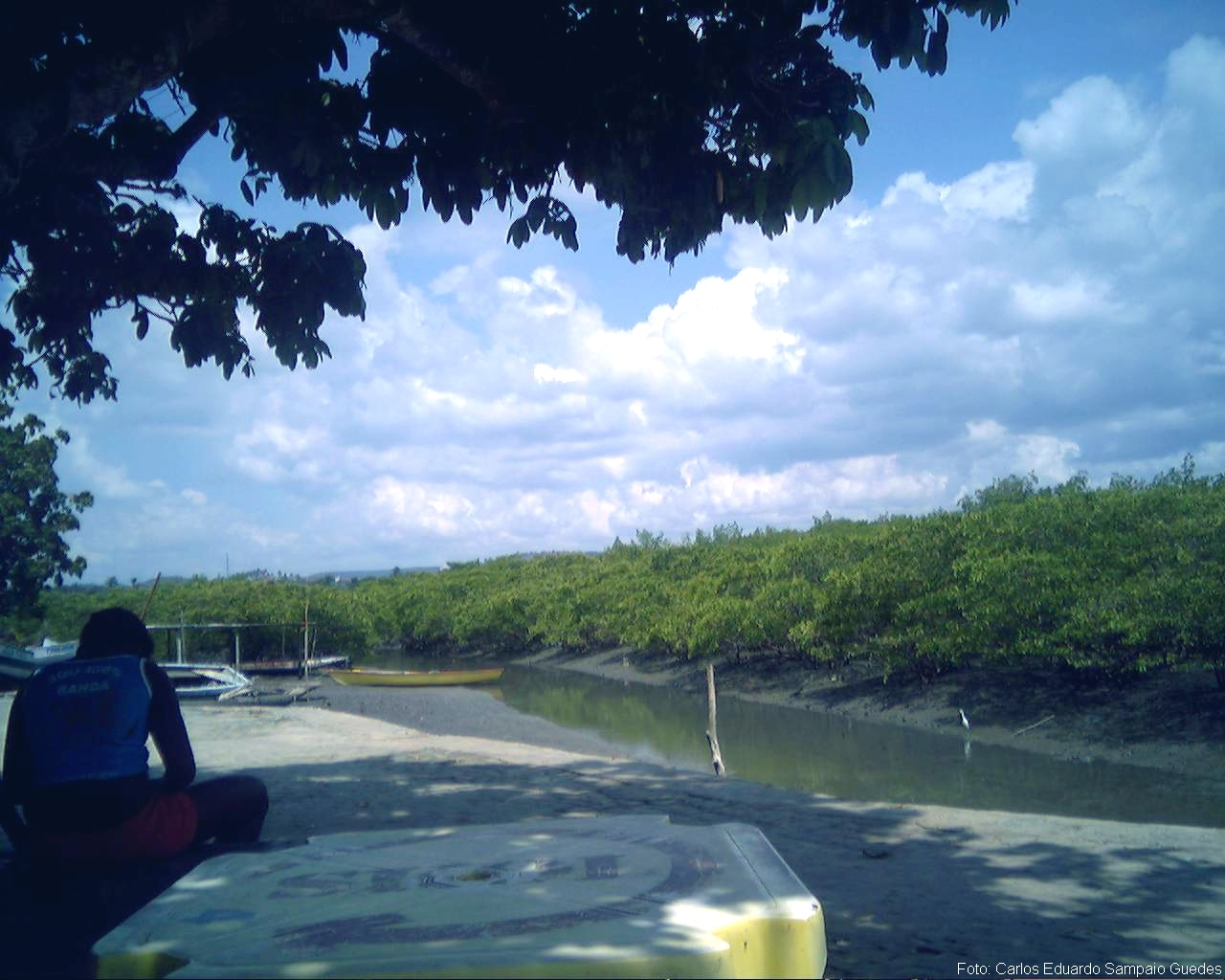
Praia do Porto
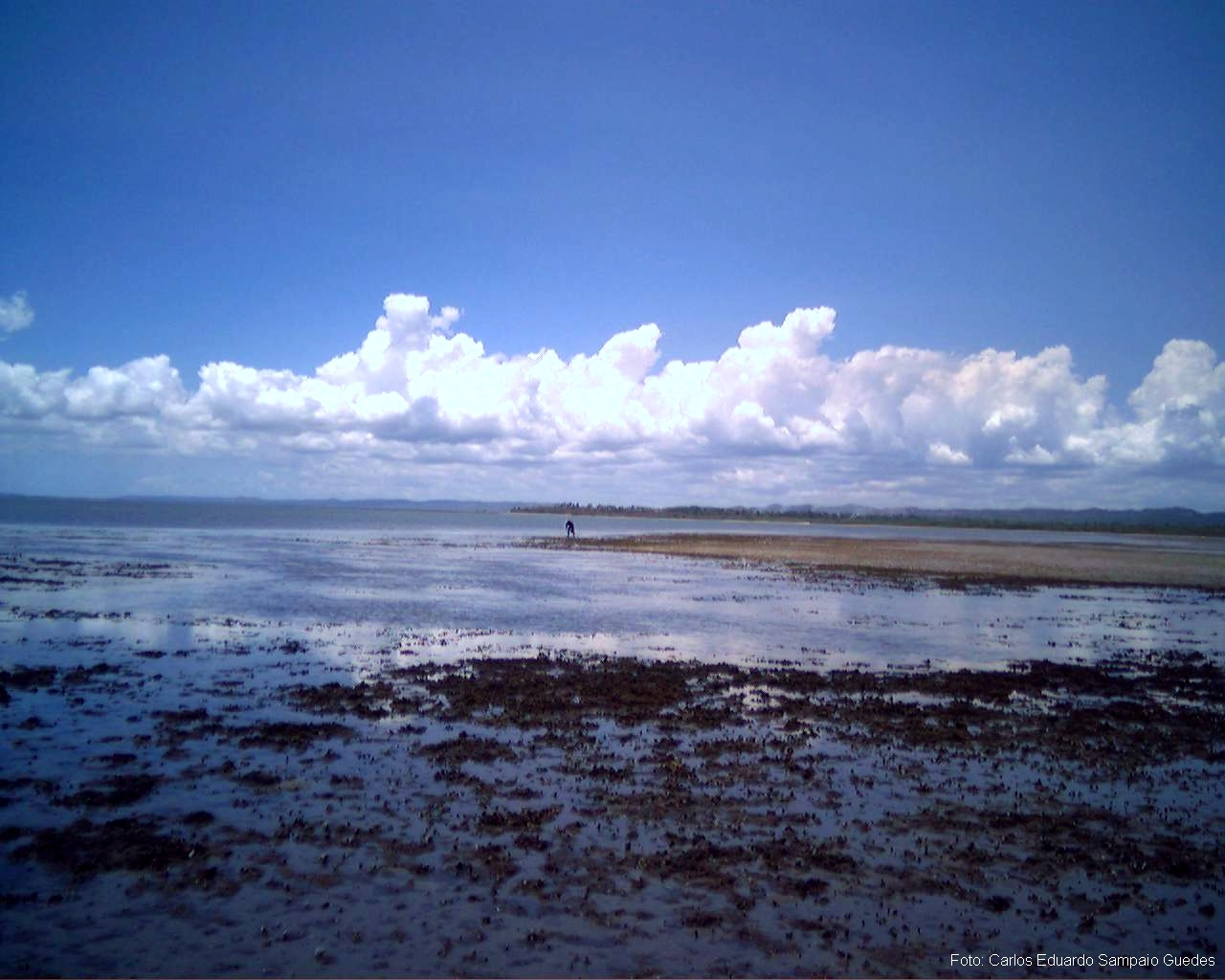
Praia do Sol
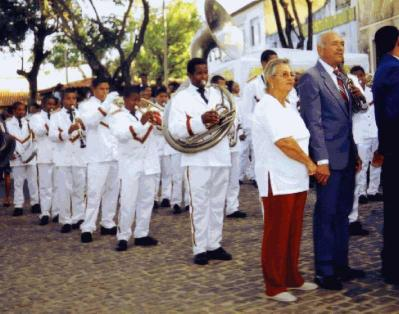
Filarmônica de Saubara